# كلاتة حسين (باقران)
كلاتة حسين (بالفارسية: کلاته حسین) هي مستوطنة تقع في إيران في قسم باقران الريفي. يقدر عدد سكانها بـ 18 نسمة .